# Иштомар
И́штомар — деревня в Белозерском районе Вологодской области.
Входит в состав Визьменского сельского поселения, с точки зрения административно-территориального деления — в Георгиевский сельсовет.
Расположена при впадении реки Иштомы в Андогу. Расстояние до районного центра Белозерска по автодороге составляет 89 км, до центра муниципального образования деревни Климшин Бор по прямой — 18 км. Ближайшие населённые пункты — Драницыно, Олькино, Тарасово.
По переписи 2002 года население — 3 человека.